# Comuna de Młodzieszyn
Młodzieszyn (polaco: Gmina Młodzieszyn) é uma gminy (comuna) na Polónia, na voivodia de Mazóvia e no condado de Sochaczewski.
De acordo com os censos de 2004, a comuna tem 5532 habitantes, com uma densidade 47,3 hab/km².

## Área
Estende-se por uma área de 117,07 km², incluindo:
- área agricola: 67%
- área florestal: 25%

## Demografia
Dados de 30 de Junho 2004:
|                      | Total   | Total | Mulheres | Mulheres | Homens  | Homens |
| -------------------- | ------- | ----- | -------- | -------- | ------- | ------ |
|                      | pessoas | %     | pessoas  | %        | pessoas | %      |
| População            | 5532    | 100   | 2804     | 50,7     | 2728    | 49,3   |
| Densidade (pop./km²) | 47,3    | 100   | 24       | 24       | 23,3    | 23,3   |

De acordo com dados de 2002, o rendimento médio per capita ascendia a 1305,04 zł.

## Subdivisões
- Adamowa Góra, Bieliny, Bibiampol, Helenka, Helenów, Januszew, Juliopol, Justynów, Janów, Kamion, Leontynów, Marysin, Młodzieszyn, Młodzieszynek, Mistrzewice, Nowa Wieś, Radziwiłka, Rokicina, Ruszki, Stare Budy, Witkowice.

## Comunas vizinhas
- Brochów, Iłów, Rybno, Sochaczew, Sochaczew, Wyszogród